# Busdorf
Busdorf (danska: Bustrup) är en kommun (Gemeinde) och ort i Tyskland, belägen strax söder om staden Schleswig i Kreis Schleswig-Flensburg i förbundslandet Schleswig-Holstein.  Orten har cirka 2 000 invånare och är administrativt säte för kommunalförbundet Amt Haddeby, där även kommunerna Borgwedel, Dannewerk, Fahrdorf, Geltorf, Jagel, Lottorf och Selk ingår.
Busdorf är känt för sina vikingatida arkeologiska lämningar.  Resterna av vikingastaden Hedeby ligger i ortsdelen Haddeby i kommunen, och här finns även rester av försvarsvallen Danevirke.

## Geografi
Orten ligger i ett ändmoränlandskap på sydvästra sidan av fjorden Slien.  Öster om Busdorf ligger insjön Haddebyer Noor (danska: Haddeby Noor), som ursprungligen var en vik av fjorden, men som till följd av ett vägdammbygge 1882, för dagens Bundesstrasse 76, har avdelats till en insjö.

## Historia

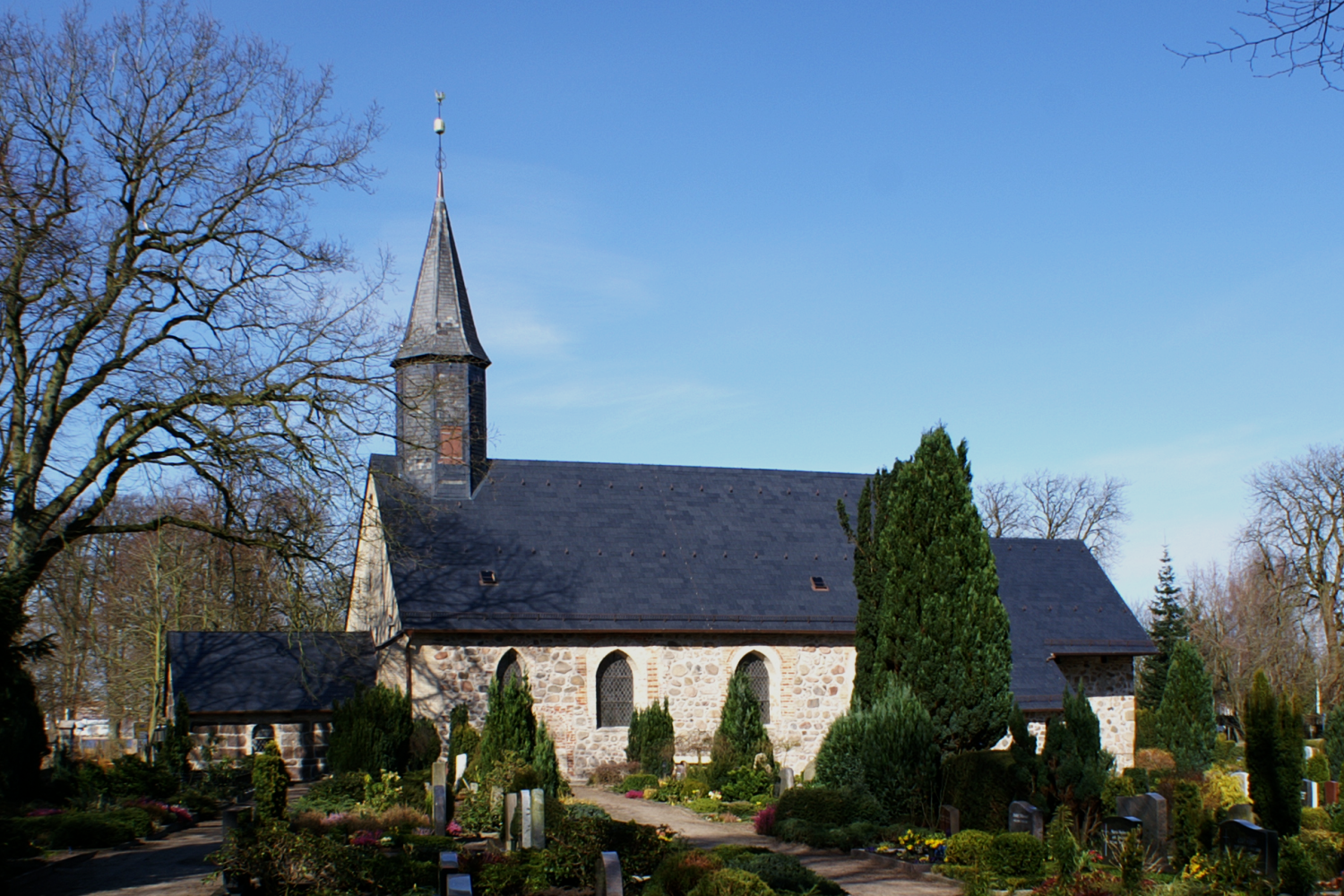
Sankt Andreas-kyrkan

Arkeologiska utgrävningar har påvisat spår av bosättningar i området sedan yngre stenåldern och bronsåldern.
Vikingabosättningen Hedeby låg i kommunenens nuvarande område (se Hedeby för mer om bosättningens historia).  I anslutning till denna låg även försvarsvallen Danevirke, uppförd i flera etapper mellan 700-talet och 900-talet.  Danevirkestenen, en runsten från första hälften av 1000-talet, hittades här.
Hedeby bykyrka, Sankt Andreas-kyrkan, byggdes omkring år 1200, och ligger utanför den moderna byn.  Enligt lokal tradition ska denna vara uppförd på den plats där Ansgar grundade Hedebys första kyrka år 849.
Namnet Busdorf omnämns första gången i skrift 1299, då som personnamn (Jaan Buzthorp).
De arkeologiska spåren av vikingabosättningen Hedeby upptäcktes 1897 av arkeologen Sophus Müller.

## Kultur och sevärdheter
- I Hedeby/Haddeby ligger Wikinger Museum Haithabu, där vikingabosättningens historia och arkeologiska fynd från området presenteras.  Av själva bosättningen återstår synliga rester av försvarsvallen.  På det arkeologiska utgrävningsområdet innanför försvarsvallen har en rekonstruerad vikingaby byggts upp, där hantverk presenteras för besökare.
- Sankt Andreas-kyrkan, romansk kyrka från 1200-talet.  I närheten finns ett minnesmärke över Ansgars mission till Hedeby.

## Kommunikationer
Busdorf ligger intill motorvägen A7, vid avfart nummer 6 mot Schleswig / Jagel.

## Kända Busdorfbor
- Anke Spoorendonk (född 1947), politiker tillhörande SSW, justitie-, kultur- och EU-minister i förbundslandet Schleswig-Holstein.